# Scraptia pallidonotata
Scraptia pallidonotata es una especie de coleóptero de la familia Scraptiidae.

## Distribución geográfica
Habita en Sikkim (India).